# Associazione Calcio Verona 1949-1950
Questa voce raccoglie le informazioni riguardanti l'Associazione Calcio Verona nelle competizioni ufficiali della stagione 1949-1950.

## Rosa
| N. |                   | Ruolo | Calciatore         |
| -- | ----------------- | ----- | ------------------ |
|    | Italia (bandiera) | P     | Eros Lovo          |
|    | Italia (bandiera) | P     | Luciano Tessari    |
|    | Italia (bandiera) | D     | Bruno Bosio        |
|    | Italia (bandiera) | D     | Bruno Facchin      |
|    | Italia (bandiera) | D     | Diego Fanin        |
|    | Italia (bandiera) | D     | Aulo Gelio Lucchi  |
|    | Italia (bandiera) | D     | Gino Zanoni        |
|    | Italia (bandiera) | C     | Adelmo Battistella |
|    | Italia (bandiera) | C     | Sante Begali       |
|    | Italia (bandiera) | C     | Gastone Benettoni  |
|    | Italia (bandiera) | C     | Renato Bertolini   |
|    | Italia (bandiera) | C     | Domenico Bosi      |
|    | Italia (bandiera) | C     | Giacomo Conti      |

| N. |                   | Ruolo | Calciatore          |
| -- | ----------------- | ----- | ------------------- |
|    | Italia (bandiera) | C     | Franco Frasi        |
|    | Italia (bandiera) | C     | Gian Luigi Girelli  |
|    | Italia (bandiera) | C     | Mario Gironi        |
|    | Italia (bandiera) | C     | Franco Martinelli   |
|    | Italia (bandiera) | C     | Ezio Meneghello     |
|    | Italia (bandiera) | C     | Luigino Tessaro     |
|    | Italia (bandiera) | A     | Bruno De Lazzari    |
|    | Italia (bandiera) | A     | Emanuele Massari    |
|    | Italia (bandiera) | A     | Angelo Piccioli     |
|    | Italia (bandiera) | A     | Ugo Pozzan          |
|    | Italia (bandiera) | A     | Sergio Sega         |
|    | Italia (bandiera) | A     | Guido Tavellin      |
|    | Italia (bandiera) | A     | Giovanni Zamperlini |

## Risultati

### Serie B

#### Girone di andata
| 11 settembre 1949 1ª giornata | Verona | 2 – 2 | Pisa |  |

| 18 settembre 1949 2ª giornata | Pro Sesto | 2 – 3 | Verona |  |

| 25 settembre 1949 3ª giornata | Verona | 5 – 0 | SPAL |  |

| 2 ottobre 1949 4ª giornata | Empoli | 0 – 1 | Verona |  |

| 9 ottobre 1949 5ª giornata | Prato | 2 – 1 | Verona |  |

| 16 ottobre 1949 6ª giornata | Verona | 1 – 2 | Catania |  |

| 23 ottobre 1949 7ª giornata | Verona | 2 – 0 | Arsenaltaranto |  |

| 30 ottobre 1949 8ª giornata | Vicenza | 4 – 1 | Verona |  |

| 6 novembre 1949 9ª giornata | Verona | 0 – 1 | Udinese |  |

| 6 dicembre 1998 10ª giornata | Livorno | 2 – 2 | Verona |  |

| 20 novembre 1949 11ª giornata | Verona | 5 – 1 | Legnano |  |

| 27 novembre 1949 12ª giornata | Cremonese | 3 – 0 | Verona |  |

| 4 dicembre 1949 13ª giornata | Verona | 1 – 1 | Salernitana |  |

| 30 settembre 1951 14ª giornata | Verona | 2 – 2 | Brescia |  |

| 11 dicembre 1949 15ª giornata | Fanfulla | 4 – 1 | Verona |  |

| 18 dicembre 1949 16ª giornata | Verona | 3 – 0 | Siracusa |  |

| 20 ottobre 1968 17ª giornata | Verona | 0 – 1 | Napoli |  |

| 1º gennaio 1950 18ª giornata | Spezia | 3 – 1 | Verona |  |

| 8 gennaio 1950 19ª giornata | Reggiana | 3 – 1 | Verona |  |

| 15 gennaio 1950 20ª giornata | Verona | 0 – 2 | Modena |  |

| 22 gennaio 1950 21ª giornata | Alessandria | 0 – 1 | Verona |  |

#### Girone di ritorno
| 29 gennaio 1950 22ª giornata | Pisa | 0 – 0 | Verona |  |

| 5 febbraio 1950 23ª giornata | Verona | 2 – 1 | Pro Sesto |  |

| 12 febbraio 1950 24ª giornata | SPAL | 2 – 1 | Verona |  |

| 19 febbraio 1950 25ª giornata | Verona | 1 – 2 | Empoli |  |

| 26 febbraio 1950 26ª giornata | Verona | 6 – 2 | Prato |  |

| 12 marzo 1950 27ª giornata | Catania | 2 – 1 | Verona |  |

| 19 marzo 1950 28ª giornata | Arsenaltaranto | 2 – 1 | Verona |  |

| 26 marzo 1950 29ª giornata | Verona | 1 – 0 | Vicenza |  |

| 2 aprile 1950 30ª giornata | Udinese | 4 – 0 | Verona |  |

| 9 aprile 1950 31ª giornata | Verona | 5 – 1 | Livorno |  |

| 16 aprile 1950 32ª giornata | Legnano | 4 – 1 | Verona |  |

| 23 aprile 1950 33ª giornata | Verona | 3 – 2 | Cremonese |  |

| 30 aprile 1950 34ª giornata | Salernitana | 0 – 0 | Verona |  |

| 7 maggio 1950 35ª giornata | Brescia | 0 – 1 | Verona |  |

| 14 maggio 1950 36ª giornata | Verona | 2 – 1 | Fanfulla |  |

| 21 maggio 1950 37ª giornata | Siracusa | 3 – 1 | Verona |  |

| 28 maggio 1950 38ª giornata | Napoli | 1 – 1 | Verona |  |

| 4 giugno 1950 39ª giornata | Verona | 2 – 1 | Spezia |  |

| 11 giugno 1950 40ª giornata | Verona | 2 – 1 | Reggiana |  |

| 18 giugno 1950 41ª giornata | Modena | 2 – 1 | Verona |  |

| 25 giugno 1950 42ª giornata | Verona | 3 – 2 | Alessandria |  |

## Statistiche

### Statistiche di squadra
| Competizione | Punti | In casa | In casa | In casa | In casa | In casa | In casa | In trasferta | In trasferta | In trasferta | In trasferta | In trasferta | In trasferta | Totale | Totale | Totale | Totale | Totale | Totale | DR |
| Competizione | Punti | G       | V       | N       | P       | Gf      | Gs      | G            | V            | N            | P            | Gf           | Gs           | G      | V      | N      | P      | Gf     | Gs     | DR |
| ------------ | ----- | ------- | ------- | ------- | ------- | ------- | ------- | ------------ | ------------ | ------------ | ------------ | ------------ | ------------ | ------ | ------ | ------ | ------ | ------ | ------ | -- |
| Serie B      | 41    | 21      | 13      | 3       | 5       | 48      | 25      | 21           | 4            | 4            | 13           | 20           | 43           | 42     | 17     | 7      | 18     | 68     | 68     | 0  |

### Statistiche dei giocatori
| Giocatore      | Serie B  | Serie B |
| Giocatore      | Presenze | Reti    |
| -------------- | -------- | ------- |
| A. Battistella | 34       | 1       |
| S. Begali      | 1        | 0       |
| G. Benettoni   | 6        | 0       |
| R. Bertolini   | 17       | 1       |
| D. Bosi        | 19       | 0       |
| B. Bosio       | 11       | 0       |
| G. Conti       | 16       | 5       |
| B. De Lazzari  | 28       | 7       |
| B. Facchin     | 23       | 3       |
| D. Fanin       | 14       | 0       |
| F. Frasi       | 37       | 3       |
| G. Girelli     | 1        | 0       |
| M. Gironi      | 1        | 0       |
| E. Lovo        | 16       | -23     |
| A. Lucchi      | 23       | 0       |
| F. Martinelli  | 21       | 0       |
| E. Massari     | 15       | 3       |
| E. Meneghello  | 5        | 0       |
| A. Piccioli    | 5        | 0       |
| U. Pozzan      | 36       | 17      |
| S. Sega        | 29       | 8       |
| G. Tavellin    | 34       | 18      |
| L. Tessari     | 26       | -45     |
| L. Tessaro     | 31       | 1       |
| G. Zamperlini  | 8        | 0       |
| G. Zanoni      | 5        | 0       |